# Flavio de Souza
Flavio de Souza (São Paulo, 13 de setembro de 1955) é um autor, roteirista, diretor, ator e escritor brasileiro. Foi criador de alguns dos programas infantis de maior sucesso da década de 1990 e 2000, como Rá-Tim-Bum, Mundo da Lua, Castelo Rá-Tim-Bum e Ilha Rá-Tim-Bum, todos na TV Cultura e com viés educacional.

## Vida pessoal
É filho de Cláudio de Souza, ex-editor da Editora Abril e tio da apresentadora MariMoon.
Foi casado com a atriz Mira Haar e tem dois filhos: Leonardo Haar de Souza e Teodoro Haar de Souza, este último participou dos capítulos finais de Mundo da Lua como o irmão recém nascido do protagonista.

## Biografia
Em 1988, escreveu a peça teatral Fica Comigo Esta Noite, que estreou nos teatros brasileiros com Marisa Orth no papel de Laura e Carlos Moreno como Edu. No início da década de 1990, a peça foi remontada com Débora Bloch e Luís Fernando Guimarães no elenco. Em 2006, a peça foi adaptada por João Falcão para o cinema, tornando-se um sucesso nacional de público, desta vez com Alinne Moraes e Vladimir Brichta nos papéis principais.
Mas seu trabalho mais notável é a criação do Castelo Rá-Tim-Bum, junto com o cineasta Cao Hamburger. Flavio escreveu a maioria dos roteiros do programa. Criou também o Catavento, Revistinha, Mundo da Lua, Rá-Tim-Bum e Ilha Rá-Tim-Bum. Cursou um ano e meio da ECA da USP (Escola de Comunicações e Artes) e dois anos da Faculdade de Artes Plásticas da Faap. Trabalhou como ilustrador, ator e diretor de teatro e cinema. Estreou na literatura em 1986, com o livro Vida de Cachorro, da editora Memórias Futuras.
Uma curiosidade é que Flavio de Souza deu o nome do programa Glub Glub e dos personagens que eram interpretados por Carlos Mariano e Gisela Arantes.
Em 2023 foi promovido o encontro do elenco do Castelo Rá-Tim-Bum que foi exibido na TV Cultura e na internet. A grande infelicidade é que, um dos seus criadores, Flavio de Souza, não foi convidado a participar. Lembrando que além de criador, ele também interpretou o Tíbio da dupla de ciêntistas. No final das contas, Flavio foi convidado para uma participação remota do encontro, com uma aparição relâmpago.
No dia 13 de setembro de 2023, Flavio de Souza juntamente com Fernando Vítolo, lançaram uma websérie comemorativa contando muita história de bastidor dos programas como Rá-Tim-Bum, Mundo da Lua e Castelo Rá-Tim-Bum. A série leva o nome de "Alô?! Alô?! Planeta Terra Chamando" e tem por objetivo contar a história dos 6 programas da TV Cultura criados por Flavio de Souza. Esse material também será um livro multiplataforma com previsão de lançamento no primeiro semestre de 2024 e já conta com mais de 60 depoimentos de pessoas do elenco e produção de todos os programas.
Com direção de Fernando Vítolo, eles conseguiram fazer mini encontros entre Angella Dippe, Henrique Stroeter, Wandi Doratiotto, Helen Helene, Arnaldo Galvão, Cláudia Dalla Verde, Carlos Moreno, Paulo Contier, Eduardo Silva, Patrícia Gasppar, Dilma Campos, Ciça Meirelles, Fernando Meirelles, Roney Facchini, Grace Gianoukas, Ricardo Côrte Real, Mamma Bruschetta, Mira Haar e Luciano Amaral. A websérie também contou com participação especial de Mariana Blum, Luciano Ottani, Pamella Domingues e João Victor d'Alves.

## Trabalhos

### Cinema

#### Como roteirista
| Ano  | Título                                      |
| ---- | ------------------------------------------- |
| 1990 | Manhattan (filme)                           |
| 1999 | Didi, o Cupido Trapalhão                    |
| 2000 | Almas em Chamas                             |
| 2003 | Ilha Rá-Tim-Bum - O Martelo de Vulcano      |
| 2003 | Xuxa Abracadabra                            |
| 2004 | Um Show de Verão                            |
| 2004 | Xuxa e o Tesouro da Cidade Perdida          |
| 2005 | Um Lobisomem na Amazônia                    |
| 2005 | Xuxinha e Guto Contra os Monstros do Espaço |
| 2006 | Didi, O Caçador de Tesouros                 |
| 2006 | Xuxa Gêmeas                                 |
| 2007 | Xuxa em Sonho de Menina                     |
| 2007 | Turma Da Mônica Em Uma Aventura No Tempo    |

### Televisão

#### Como roteirista
| Ano  | Título             |
| ---- | ------------------ |
| 1986 | Catavento          |
| 1987 | Revistinha         |
| 1990 | Rá-Tim-Bum         |
| 1991 | Mundo da Lua       |
| 1991 | Glub Glub          |
| 1993 | Lucas e Juquinha   |
| 1994 | Castelo Rá-Tim-Bum |
| 1996 | Sai de Baixo       |
| 1997 | Mundo na TV        |
| 2002 | Ilha Rá-Tim-Bum    |
| 2005 | TV Xuxa            |
| 2005 | Children Show      |
| 2014 | Igarapé Mágico     |
| 2025 | Mundo da Lua       |

#### Como ator
| Ano  | Título                           | Papel                    | Notas                 |
| ---- | -------------------------------- | ------------------------ | --------------------- |
| 1981 | Asa Branca - Um Sonho Brasileiro |                          |                       |
| 1989 | O Brinco (curta)                 |                          |                       |
| 1990 | Rá-Tim-Bum                       | Vários                   |                       |
| 1991 | Mundo da Lua                     | Tio Dudu                 |                       |
| 1994 | Castelo Rá-Tim-Bum               | Tíbio                    |                       |
| 2001 | De Onde Vem?                     | Ele mesmo                | Episódio: "Livro"     |
| 2011 | Quintal da Cultura               | Tíbio                    | Participação Especial |
| 2012 | Desenhos de guerra e de amor     |                          |                       |
| 2025 | Mundo da Lua                     | Eduardo Silva (Tio Dudu) |                       |

### Internet
| Ano           | Título                           | Cargo        | Plataforma |
| ------------- | -------------------------------- | ------------ | ---------- |
| 2018-presente | Flavio de Souza - Escritor       | Apresentador | YouTube    |
| 2023          | Castelo Rá-Tim-Bum: O Reencontro | Convidado    | YouTube    |